# 欧亚 (足球运动员)
欧亚（1986年2月14日—），中国足球运动员，司职门将，河北省保定市人，现效力于中国足球超级联赛河北华夏幸福队。
欧亚早年在河北全运队踢球。他曾入选中国国少队，参加过2003年芬兰世少赛。之后，他还被选入了克劳琛的“08之星”队。由于河北没有职业球队，全运会结束后，他离开河北，加盟中超天津泰达队。当时欧亚年纪尚轻，他只是在中超联赛末尾获得了两次上场机会。为了得到更多比赛机会，欧亚离开天津泰达，加盟安徽九方。后来，安徽九方转让，欧亚成为沈阳沈北球员。2014年，欧亚转会河北中基，成为主力门将，帮助球队保级。2015年，河北中基转让，更名河北华夏幸福。新东家资金雄厚，大力引援，欧亚成为替补。2015年中国足协杯上，欧亚一人扑出上海申鑫队的三粒点球。